# Cornutrypeta melanonotum
Cornutrypeta melanonotum är en tvåvingeart som först beskrevs av Enrico Adelelmo Brunetti 1917.  Cornutrypeta melanonotum ingår i släktet Cornutrypeta och familjen borrflugor. Inga underarter finns listade i Catalogue of Life.